# 大楠村
大楠村（法語：Nant-le-Grand）是法国默兹省的一个市镇，属于巴勒迪克区和昂塞维尔县（Ancerville）。该市镇总面积11.26平方公里，2009年时的人口为64人。

## 人口
大楠村人口变化图示